# Attentat du 16 juin 2017 à Jérusalem
L'attentat de Jérusalem est un attentat terroriste qui a lieu le 16 juin 2017 à Jérusalem (Israël), dans le cadre de l'intifada des couteaux.

## Déroulement
Le 16 juin 2017, trois Palestiniens perpètrent une attaque terroriste à Jérusalem : deux d'entre eux, munis d'armes automatiques, ouvrent le feu sur les passants. Dans le même temps, le troisième individu poignarde mortellement une policière. Il s'agit du premier attentat en territoire israélien revendiqué par l'organisation État islamique ; cependant, cette attaque est également revendiquée par le Hamas et le Front populaire de libération de la Palestine.

## Revendications
Dans un communiqué publié à Beyrouth, l'État islamique a « salué les lions du califat  qui ont attaqué un rassemblement de juifs ». Un porte-parole du Hamas a réagi en déclarant que « la revendication de l'État islamique est une tentative de brouiller les cartes » et que l'attaque a été conduite par deux membres du FPLP et un troisième du Hamas. Le FPLP a quant à lui confirmé le communiqué du Hamas.

## Réactions

### Réaction palestinienne
Le Fatah, le parti du président de l'Autorité palestinienne Mahmoud Abbas, a condamné les policiers israéliens pour avoir abattu les trois assaillants et a loué les meurtriers en tant que « héros ». Il qualifie la réaction policière de « crime de guerre » et considère que « le silence de la communauté internationale encourage Israël à répandre le sang des Palestiniens ».

### Réaction israélienne
Benyamin Netanyahou dénonce la réaction palestinienne et demande à la communauté internationale de condamner l'attaque et de faire pression sur Abbas pour qu'il cesse de soutenir financièrement les auteurs d'attentats et leurs familles.

### Réactions internationales
- France : Le ministère des Affaires étrangères « condamne avec la plus grande fermeté l’attentat odieux »[4].